# Harvest Moon DS
Harvest Moon DS (牧場物語 コロボックルステーション?, bokujō monogatari: korobokkuru sutēshon) è il primo videogioco per Nintendo DS della serie di videogiochi di simulazione Harvest Moon. Originariamente è stato pubblicato in Giappone il 17 marzo 2005. Il 25 marzo 2008 è stato pubblicato Harvest Moon DS Cute (牧場物語コロボックルステーションforガール?, bokujō monogatari korobokkuru sutēshon for gāru), versione femminile del videogioco. La differenza fra i due titoli è il sesso del personaggio controllato dal giocatore, che in Harvest Moon DS Cute è femmina. Il giocatore può infatti scegliere fra Pony da Harvest Moon: Another Wonderful Life o Claire da Harvest Moon: More Friends of Mineral Town.